# King of Jazz
King of Jazz é um filme musical estadunidense de 1930, dirigido por John Murray Anderson. O filme foi bastante elogiado por sua qualidade técnica e músicas marcantes, sendo um dos primeiros filmes a ter cores e som.

## Sinopse
O filme não possui continuidade narrativa, ele se resume em várias apresentações de dança, esquetes de humor e clipes musicais de músicas orquestradas por Paul Whiteman, dividas com introduções entre elas.